# Eunice Sanborn
Eunice Sanborn (Lake Charles, 20 de julho de 1896 – Condado de Cherokee, 31 de janeiro de 2011) foi uma supercentenária americana que viveu aos 114 anos e 195 dias. 
Foi, durante três meses, tida como a pessoa mais velha do mundo após a morte da francesa Eugénie Blanchard.